# Biwisch
Biwisch (Luxemburgs: Biwesch) is een plaats in de gemeente Troisvierges en het kanton Clervaux in Luxemburg.
Biwisch telt 97 inwoners (2001).
In de plaats staat de Sint-Agathakapel.
Basbellain · Biwisch · Drinklange · Goedange · Hautbellain · Huldange · Wilwerdange

Luxemburgse gemeenten · Kanton Clervaux · Luxemburg